# Dankowice (gmina)

Gmina na tle zmieniającego się podziału administracyjnego powiatu częstochowskiego

Dankowice (od 1868 Kuźniczka) – dawna gmina wiejska istniejąca w XIX wieku w guberni piotrkowskiej. Siedzibą władz gminy były Dankowice.
Za Królestwa Polskiego gmina Dankowice należała do powiatu częstochowskiego w guberni piotrkowskiej.
Gminę zniesiono w  1868 roku, a z jej obszaru utworzono gminę Kuźniczka.